# Kwala Sikasim
Kwala Sikasim is een bestuurslaag in het regentschap Batu Bara van de provincie Noord-Sumatra, Indonesië. Kwala Sikasim telt 3640 inwoners (volkstelling 2010).